# Grand Prix der Volksmusik 1993
Der achte Grand Prix der Volksmusik fand am 19. Juni 1993 in Rostock (Deutschland) statt. Teilnehmerländer waren wie in den Vorjahren Deutschland, Österreich und die Schweiz. Wie bereits seit 1989 wurde auch in diesem Jahr in jedem Land zuvor eine öffentliche Vorentscheidung im Fernsehen durchgeführt. Dabei wurden jeweils 5 Titel für das Finale ermittelt. Die österreichische Vorentscheidung fand am 3. April in Oberwart, die schweizerische am 10. April in Interlaken und die deutsche am 2. Mai in Böblingen statt. Die Veranstaltungen, zu denen jeweils eine CD mit allen Teilnehmern erschien, wurden live übertragen.
Das Finale wurde vom ZDF im Rahmen einer Eurovisionssendung aus Rostock übertragen und vom ORF und von der SRG übernommen. Moderatoren waren wieder Carolin Reiber (Deutschland), Karl Moik (Österreich) und Sepp Trütsch (Schweiz), die bereits durch die jeweiligen Vorentscheidungen ihres Landes führten. Die Startfolge der Titel und Länder war zuvor ausgelost worden. Nach Vorstellung der Titel ermittelten mehrere Jurys aus den Teilnehmerländern ihren Favorit, wobei die Titel des eigenen Landes nicht bewertet werden durften.
Am Ende der Wertung standen dann Die jungen Klostertaler als Sieger des Grand Prix der Volksmusik 1993 fest. Ihr Titel An a Wunder hob i g'laubt hatte Christine Nachbauer komponiert und getextet. Damit holten die Jungen Klostertaler nach Stefan Mross (1989) und dem Alpentrio Tirol (1991) zum dritten Mal den Sieg des Grand Prix nach Österreich. Der Siegertitel wurde zunächst von Stefan Moll aufgenommen, der damit seine erste Single veröffentlichte. Am Wettbewerb wurde der Titel dann jedoch von den Jungen Klostertalern interpretiert.
Als Austragungsort des nächsten Grand Prix der Volksmusik 1994 wurde unabhängig vom Land des Siegers zum wiederholten Mal Zürich festgelegt.

## Die Platzierung der österreichischen Vorentscheidung 1993
Die ersten fünf Titel kamen ins Finale.
| Startnr.          | Interpret                  | Titel                              | Platz               | Punkte              |
| ----------------- | -------------------------- | ---------------------------------- | ------------------- | ------------------- |
| 08                | Die jungen Klostertaler    | An a Wunder hob i g’laubt          | 01.                 | 85                  |
| 15                | Gschwandtner Buam          | Ja i mag di                        | 02.                 | 79                  |
| 14                | Zillertaler Gipfelstürmer  | A Liadl für di                     | 03.                 | 71                  |
| 06                | Wolfgang Gmoser            | I hab a Herz zu verschenken        | 04.                 | 62                  |
| 11                | Stoakogler Trio            | A Musi die allen g’fällt           | 05.                 | 44                  |
| 04                | Die 3 Lavanttaler          | I war so gern bei Dir              | 06.                 | 41                  |
| 09                | Hahenkamm Trio             | Du kriagst von mir a Busserl       | 07.                 | 32                  |
| 01                | Original Tiroler Echo      | Wenn die Sonn’ vom Himmel lacht    | 07.                 | 32                  |
| 13                | Epos                       | Das Holzhackerleb’n                | 09.                 | 22                  |
| 02                | Raabtal Dirndln            | Es ist nett, richtig nett          | 10.                 | 14                  |
| 03                | Original Grenzland Sextett | Der letzte Schluck is immer z’viel | 11.                 | 11                  |
| 12                | Thannhausner Musikanten    | Oans, zwoa, drei, viier            | 12.                 | 10                  |
| 07                | Kathreiner Musikanten      | So treu wie i is koana             | 13.                 | 09                  |
| 05                | Vier Tiroler Buam          | Die erstn Falt’n                   | 14.                 | 07                  |
| 10                | Salzburg Quintett          | Dann hörst du nix                  | 15.                 | 03                  |
| Veranstaltungsort | Veranstaltungsort          | Messehalle Oberwart                | Messehalle Oberwart | Messehalle Oberwart |

## Die Platzierung der schweizerischen Vorentscheidung 1993
Die ersten fünf Titel kamen ins Finale.
| Startnr.          | Interpret                 | Titel                                   | Platz              | Punkte             |
| ----------------- | ------------------------- | --------------------------------------- | ------------------ | ------------------ |
| 13                | Duo Herzklang             | Ich möcht mit Dir ein Luftschloss bauen | 01.                | 104                |
| 02                | Vreni und Rudi            | Milch und Brot                          | 02.                | 079                |
| 15                | Ralph Heid                | Glacier-Express                         | 03.                | 073                |
| 06                | Sommerwind                | Ohne Regen gibt es keinen Regenbogen    | 04.                | 059                |
| 08                | Alpenklang Show Orchester | Gueti Vorsätz                           | 05.                | 058                |
| 03                | Alpina Quintett           | L’avegnir                               | 06.                | 054                |
| 04                | Peperonis                 | Säg nöd immer Dicke zu mer              | 07.                | 047                |
| 14                | Salvo                     | La bellissima di Gandria                | 08.                | 045                |
| 10                | Franziska und Michael     | Mir gönd is Beizli                      | 09.                | 042                |
| 09                | Stixi und Sonja           | S’Heidis Jodel                          | 10.                | 034                |
| 07                | Trio Bruno Inderbitzin    | De Föhn                                 | 11.                | 026                |
| 12                | Trio Valeros              | Schlaf mein Kind                        | 12.                | 025                |
| 05                | Pino Silvester            | Du bisch mir so sympathisch             | 13.                | 024                |
| 11                | Schilcher Buam            | Astrid-Polka                            | 14.                | 015                |
| 01                | Coro Alpestre             | Il gallo                                | 15.                | 006                |
| Veranstaltungsort | Veranstaltungsort         | Kursaal Interlaken                      | Kursaal Interlaken | Kursaal Interlaken |

## Die Platzierung der deutschen Vorentscheidung 1993
Die ersten fünf Titel kamen ins Finale.
| Startnr.          | Interpret                           | Titel                             | Platz                | %                    | Musik                | Text                 |
| ----------------- | ----------------------------------- | --------------------------------- | -------------------- | -------------------- | -------------------- | -------------------- |
| 15                | Tomy Temerson                       | Almrausch                         | 01.                  | 29,1                 | Ralph Siegel         |                      |
| 01                | Geschwister Hofmann                 | Alle Farben dieser Erde           | 02.                  | 19,6                 | Jean Frankfurter     | Irma Holder          |
| 07                | Gaby Albrecht                       | Zauberberg                        | 03.                  | 09,4                 | Willy Klüter         | Bernd Meinunger      |
| 04                | Speelwark                           | Die Wundergeige                   | 04.                  | 06,1                 | Ralph Siegel         | Michael Kunze        |
| 13                | Original Drachselsrieder Musikanten | Frau Wirtin lass noch offen       | 05.                  | 05,2                 |                      |                      |
| 14                | Zwilling                            | Der Löwenzahn der beißt net       | 06.                  | 04,3                 |                      |                      |
| 12                | Gus Backus                          | A Herz muss ma hab’n              | 07.                  | 03,6                 |                      |                      |
| 11                | Kurt Elsasser                       | Stell Dir vor, i stellt’ Dir nach | 07.                  | 03,6                 |                      |                      |
| 05                | Piet Knarren                        | Land der Berge                    | 09.                  | 03,5                 |                      |                      |
| 06                | Sepp Viellechner                    | Ein Bajuware kennt keinen Stress  | 10.                  | 03,0                 |                      |                      |
| 03                | Nockalm Quintett                    | Nur a Tanz und dann a Busserl     | 10.                  | 03,0                 |                      |                      |
| 02                | Janny, Du und Ich                   | Omas Fliederbeerwein              | 12.                  | 02,8                 |                      |                      |
| 08                | Manuela und Wolfgang                | Ohne Di                           | 13.                  | 02,3                 |                      |                      |
| 10                | Die Wilderer                        | Stammtischbrüder                  | 13.                  | 02,3                 | Ralph Siegel         | Bernd Meinunger      |
| 09                | Pedros                              | Mei Wecker                        | 15.                  | 02,0                 |                      |                      |
| Veranstaltungsort | Veranstaltungsort                   | Sporthalle Böblingen              | Sporthalle Böblingen | Sporthalle Böblingen | Sporthalle Böblingen | Sporthalle Böblingen |

## Die Platzierung des Grand Prix der Volksmusik 1993
| Startnr.          | Land              | Interpret                           | Titel                                 | Platz                           | Punkte                          |
| ----------------- | ----------------- | ----------------------------------- | ------------------------------------- | ------------------------------- | ------------------------------- |
| 02                | A                 | Die jungen Klostertaler             | An a Wunder hob i g’laubt             | 01.                             | 75                              |
| 07                | D                 | Geschwister Hofmann                 | Alle Farben dieser Erde               | 02.                             | 60                              |
| 14                | A                 | Gschwandtner Buam                   | Ja, i mag di                          | 03.                             | 48                              |
| 09                | CH                | Duo Herzklang                       | I möcht mit Dir ein Luftschloss bauen | 04.                             | 46                              |
| 03                | CH                | Alpenklang Show Orchester           | Gute Vorsätz                          | 05.                             | 45                              |
| 13                | D                 | Tomy Temerson                       | Almrausch                             | 06.                             | 32                              |
| 08                | A                 | Wolfgang                            | I hab’ a Herz zu verschenken          | 07.                             | 23                              |
| 15                | CH                | Vreni und Rudi                      | Milch und Brot                        | 08.                             | 19                              |
| 06                | CH                | Ralph Heid                          | Glacier Express                       | 09.                             | 18                              |
| 04                | D                 | Gaby Albrecht                       | Zauberberg                            | 09.                             | 18                              |
| 11                | A                 | Zillertaler Gipfelstürmer           | A Liadl für di                        | 11.                             | 15                              |
| 01                | D                 | Original Drachselsrieder Musikanten | Frau Wirtin lass noch offen           | 11.                             | 15                              |
| 12                | CH                | Sommerwind                          | Ohne Regen gibt es keinen Regenbogen  | 13.                             | 14                              |
| 05                | A                 | Das Stoakogler Trio                 | A Musi, die allen g’fallt             | 14.                             | 10                              |
| 10                | D                 | Speelwark                           | Die Wundergeige                       | 15.                             | 06                              |
| Veranstaltungsort | Veranstaltungsort | Stadthalle Rostock, Deutschland     | Stadthalle Rostock, Deutschland       | Stadthalle Rostock, Deutschland | Stadthalle Rostock, Deutschland |

Die Titel erschienen auch auf einer CD.